# Große Erwartungen (Fernsehserie)
Große Erwartungen (Originaltitel: Great Expectations)  ist eine britische Miniserie, basierend auf dem gleichnamigen Roman von Charles Dickens. Die Erstveröffentlichung der Miniserie fand in den USA am 26. März 2023 auf FX on Hulu statt, einem Bereich innerhalb des Streamingdienstes Hulu. Im Vereinigten Königreich erfolgte die Erstausstrahlung der Miniserie am selben Tag auf dem Fernsehsender BBC One. Im deutschsprachigen Raum fand die Erstveröffentlichung der Miniserie am 12. Juli 2023 durch Disney+ via Star als Original statt.

## Handlung
Pip, ein Waisenjunge, dessen Schicksal bereits besiegelt zu sein scheint, sehnt sich nach einem besseren Leben. Eines Tages jedoch nimmt sein Leben eine plötzliche und unerwartete Wendung, als sich ihm durch die listigen Machenschaften der geheimnisvollen und exzentrischen Miss Havisham eine Welt voller neuer Möglichkeiten eröffnet, die allerdings auch ihre Tücken hat. Mit den großen Erwartungen, die nun an ihn gestellt werden, muss sich Pip mit dem wahren Preis auseinandersetzen, den er für dieses neue Leben zahlen muss, und mit der Frage, ob es ihn zu dem Mann machen wird, der er wirklich sein möchte.

## Besetzung und Synchronisation
Die deutschsprachige Synchronisation entstand nach den Dialogbüchern sowie unter der Dialogregie von Tanja Schmitz durch die Synchronfirma Splendid Synchron in Berlin.
| Rolle                      | Schauspieler          | Synchronsprecher     |
| -------------------------- | --------------------- | -------------------- |
| Philip „Pip“ Pirrip        | Fionn Whitehead       | Konrad Bösherz       |
| Philip „Pip“ Pirrip (jung) | Tom Sweet             | Sebastian Fitzner    |
| Joe Gargery                | Owen McDonnell        | Florian Hoffmann     |
| Wemmick                    | Rudi Dharmalingam     | Rainer Fritzsche     |
| Miss Havisham              | Olivia Colman         | Christin Marquitan   |
| Mr. Jaggers                | Bashy                 | Sascha Rotermund     |
| Magwitch                   | Johnny Harris         | Tim Moeseritz        |
| Estella                    | Shalom Brune-Franklin | Lea Kalbhenn         |
| Estella (jung)             | Chloe Lea             | Sarah Tkotsch        |
| Compeyson                  | Trystan Gravelle      | Hanns-Jörg Krumpholz |
| Sara Gargery               | Hayley Squires        | Julia Kaufmann       |
| Biddy                      | Laurie Ogden          | Lina Rabea Mohr      |
| Biddy (jung)               | Bronte Carmichael     | Yamuna Kemmerling    |
| Mr. Drummle                | Matthew Needham       | Gerrit Schmidt-Foß   |
| Mrs. Gibbons               | Emily Johnstone       | Tanja Schmitz        |
| Herbert Pocket             | Parth Thakerar        | Dirk Petrick         |
| Herbert Pocket (jung)      | Jairaj Varsani        | Tom Ferenc           |
| Mr. Pumblechuck            | Matt Berry            | Christoph Banken     |
| Richter Mansell            | Jonathan Coy          | Gerald Schaale       |
| Mrs. Hubble                | Nadia Albina          | Sabine Arnhold       |
| Mr. Wopsle                 | Tim Key               | Rainer Doering       |
| Whistler                   | Mark Arden            | Thomas Schmuckert    |
| Isaac                      | John MacKay           | Bernhard Völger      |
| Bryana                     | Rochenda Sandall      | Anne Düe             |
| Dorget                     | Éric Godon            | François Smesny      |
| Molly                      | Rhoda Ofori-Attah     | Sabine Arnhold       |

## Episodenliste
| Nr. | Deutscher Titel | Originaltitel | Erstveröffentlichung (USA) | Deutschsprachige Erstveröffentlichung (D/A/CH) | Regie        | Drehbuch      |
| --- | --------------- | ------------- | -------------------------- | ---------------------------------------------- | ------------ | ------------- |
| 1   | Folge 1         | Episode 1     | 26. März 2023              | 12. Juli 2023                                  | Brady Hood   | Steven Knight |
| 2   | Folge 2         | Episode 2     | 26. März 2023              | 12. Juli 2023                                  | Brady Hood   | Steven Knight |
| 3   | Folge 3         | Episode 3     | 2. Apr. 2023               | 12. Juli 2023                                  | Brady Hood   | Steven Knight |
| 4   | Folge 4         | Episode 4     | 9. Apr. 2023               | 12. Juli 2023                                  | Brady Hood   | Steven Knight |
| 5   | Folge 5         | Episode 5     | 16. Apr. 2023              | 12. Juli 2023                                  | Samira Radsi | Steven Knight |
| 6   | Folge 6         | Episode 6     | 23. Apr. 2023              | 12. Juli 2023                                  | Samira Radsi | Steven Knight |